# Theodore Seio Chihara
Theodore Seio Chihara (nascut el 1929) és un matemàtic que treballa en polinomis ortogonals i que va introduir els polinomis d'Al-Salam-Chihara, els polinomis de Brenke-Chihara i els polinomis de Chihara-Ismail.

## Publicacions
- Chihara, Theodore Seio. An introduction to orthogonal polynomials (en anglès). 13.  Nova York: Gordon and Breach Science Publishers, 1978 (Mathematics and its Applications). ISBN 978-0-677-04150-6.
- Chihara, Theodore Seio «45 years of orthogonal polynomials: a view from the wings» (en anglès). Journal of Computational and Applied Mathematics [Proceedings of the Fifth International Symposium on Orthogonal Polynomials, Special Functions and their Applications (Patras, 1999)], 133(1), 2001, pàg. 13–21. DOI: 10.1016/S0377-0427(00)00632-4. ISSN: 0377-0427.